# إريك هارلينج
إريك هارلينج (11 مايو 1910 – 16 نوفمبر 1978) هو سبّاح سويدي راحل، مثّل بلاده في الألعاب الأولمبية الصيفية 1928.

## روابط خارجية
إريك هارلينج على موقع الاتحاد الدولي للسباحة (الإنجليزية)
- إريك هارلينج على موقع أوليمبيديا (الإنجليزية)
- إريك هارلينج على موقع اللجنة الأولمبية السويدية (السويدية)